# 越谷市立西中学校
越谷市立西中学校（こしがやしりつ にしちゅうがっこう）は、埼玉県越谷市神明町に所在する公立中学校。

## 沿革
- 1963年
  - 4月1日 - 学校統合のため越谷市立出羽中学校及び荻島中学校を3月31日をもって廃止し、越谷市立西中学校を設置する。
  - 4月8日 - 第1回入学式および始業式を両分教場に於いて挙行する。
  - 5月20日 - 校章制定。
  - 8月20日 - 西中学校竣工式を挙行する。
- 1964年
  - 3月16日 - 第1回卒業証書授与式を挙行する。
  - 12月24日 - 校歌制定（認可）。
- 1965年2月19日 - 西中学校校旗入魂式、校歌発表会、オリンピック記念碑除幕式
- 1966年5月14日 - 毎年6月18日を西中学校開校記念日とすることを許可される。
- 1972年4月1日 - 富士中新設により生徒116名転出。
- 1979年
  - 3月5日 - 新校舎落成。
  - 4月1日 - 武蔵野中新設により、生徒42名転出。
- 1984年3月31日 - 新校舎落成。
- 1985年2月15日 - 公道が校地となり、正門、南門が設置される。
- 1994年3月19日 - 屋内運動場の外構工事・正面通路完成、屋内運動場等完成・起工式
- 1999年4月8日 - 改正新制服(ブレザー、ネクタイ)で1年生入学[1]。

## 部活動

### 運動部
- 野球部
- 女子ソフトボール部
- サッカー部
- 男子バスケットボール部
- 女子バスケットボール部
- 男子バレーボール部
- 女子バレーボール部
- 男子ソフトテニス部
- 女子ソフトテニス部
- 女子卓球部
- 男子バドミントン部
- 剣道部
- 総合運動部
- 柔道部

### 文化部
- 吹奏楽部
- 美術部
- 日本伝統文化部
- ハンドクラフト部
- 総合学習部[2]

## 通学区域
- 小曽川、北後谷、神明町一丁目、神明町二丁目、神明町三丁目、砂原、長島、西新井、野島、南荻島（1〜4007、4443〜9999番地）、宮本町三丁目、宮本町四丁目（1〜50、57〜9999番地）、宮本町五丁目、谷中町二丁目、谷中町三丁目、谷中町四丁目[3]

※越谷市の中学校では、学校選択制を取り入れているため、上記以外の地域から通学する生徒もいる。

## 交通アクセス
- 東武鉄道 伊勢崎線（東武スカイツリーライン） 北越谷駅より徒歩20分。

## 著名な出身者
- 高橋努（政治家・越谷市長） - 旧荻島中卒業
- 宇田川優希（プロ野球選手）
- 百瀬俊介（元サッカー選手）